# Saguarokaktus
Saguarokaktus (Carnegiea gigantea) är en kaktus som endast återfinns i Sonoraöknen i sydvästra USA och nordvästra Mexiko. Det är den enda arten i släktet saguarokaktusar (Carnegiea).
Saguarokaktusen kan bli mycket gammal och vissa exemplar uppskattas vara över 200 år. Saguaron växer långsamt, speciellt i början av sitt liv.  En tio år gammal planta är endast cirka fem centimeter stor, men när plantan blir äldre börjar den växa fortare.  En gammal saguaro kan bli mellan tio och femton meter hög och har skarpa taggar som är cirka fem centimeter långa.
Saguarokaktusen börjar inte utveckla sina karaktäristiska armar förrän den blivit runt sex meter hög, vilket sker vid cirka 65 års ålder.
Blomperioden för en saguaro är maj till juni, då topparna av kaktusen pryds av gräddvita blommor vars mitt är gula. En saguarokaktus börjar dock inte blomma förrän den blivit 2,5 meter hög.
Kaktusens gröna frukter är ovala och runt sju centimeter stora.  Fruktköttet är starkt rödfärgad och innehåller upp till 4000 frön, vilket anses vara en av de mest frörika frukterna inom växtvärlden.  Frukten är traditionellt en viktig del av kosten i området, både för djur och människa.
Sagaurokaktusblomman är Arizonas delstatsblomma.

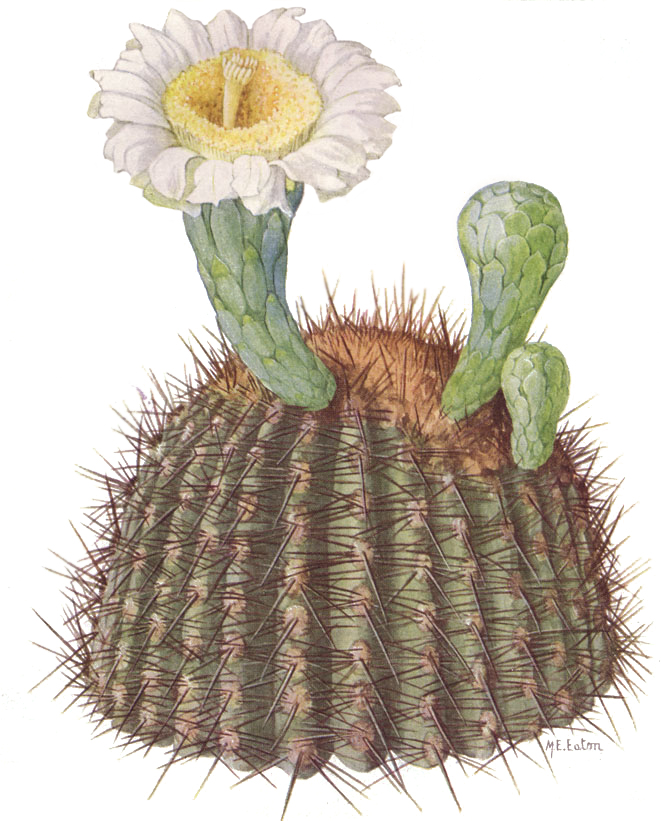
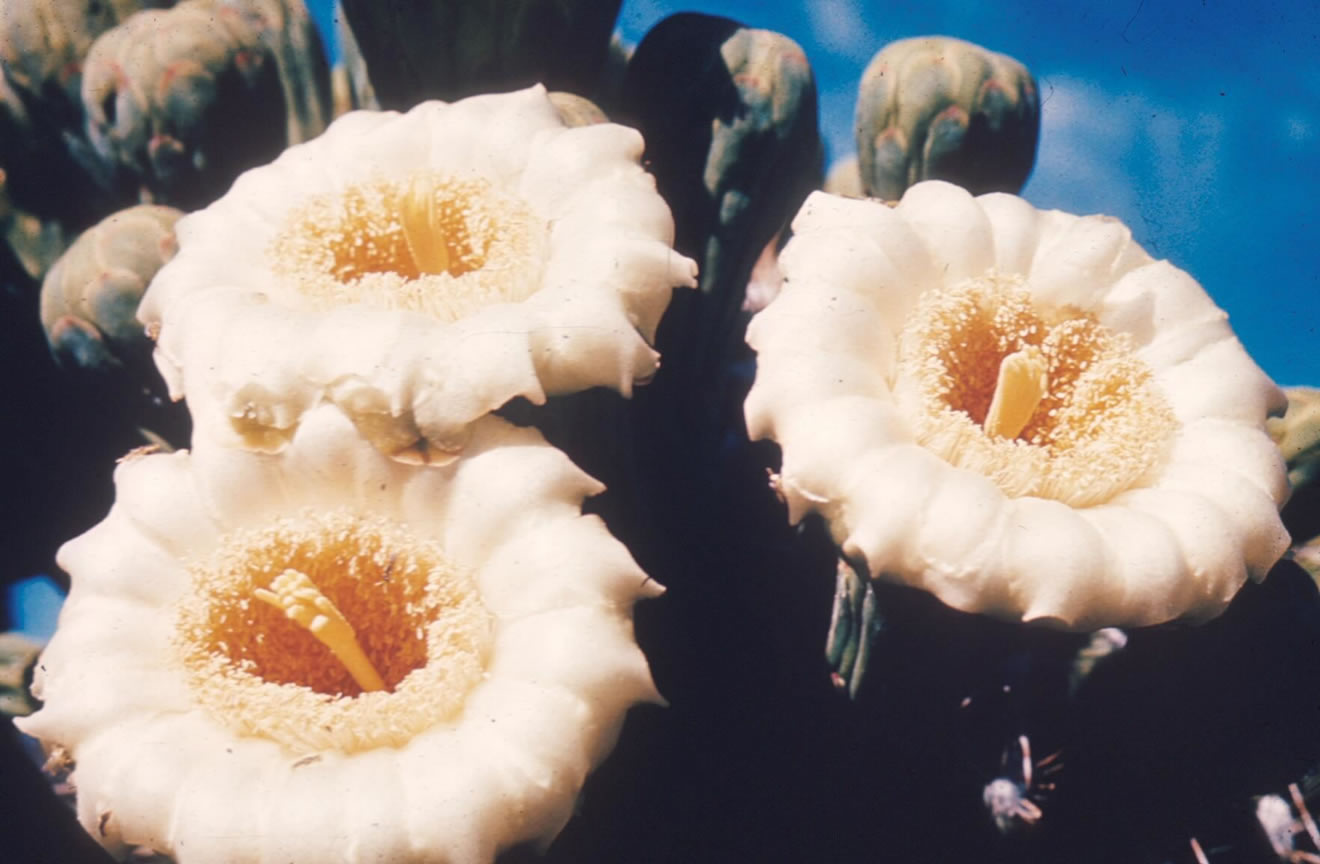
Blommor